# Autoridad de Supervisión Financiera (Suecia)
La Autoridad de Supervisión Financiera (en sueco: Finansinspektionen, FI) es la agencia gubernamental sueca responsable de la regulación financiera en Suecia. Es responsable de la supervisión, regulación y autorización de los mercados financieros y de sus participantes. La agencia depende del Ministerio de Hacienda sueco y regula todas las organizaciones que ofrecen servicios financieros en Suecia.

## Historia
La FI se creó en 1991 para integrar en un único regulador la supervisión de banca, valores y seguros de Suecia. Se creó mediante la fusión del antiguo supervisor de la banca (en sueco: Bankinspektionen) y la Autoridad de Supervisión de Seguros (en sueco: Försäkringsinspektionen).

## Responsabilidades
Su principal responsabilidad es la estabilidad del mercado y la supervisión de los mercados financieros y de los participantes. También tiene la responsabilidad de proporcionar la protección de los consumidores en relación con productos financieros. Una de sus tareas es la vigilancia de la inestabilidad que afecta negativamente al sueco sistema financiero. Si cree que este es el caso, tiene el deber de informar al Gobierno sueco, que es responsable último para tomar cualquier decisión.
La autoridad tiene tres actividades principales:
- Expedición de permisos a las empresas que deseen prestar servicios financieros.
- Diseño de las reglas y regulaciones de las actividades financieras.
- Supervisión de estas reglas y evaluación de riesgos.

## Estructura
La FI es una agencia independiente que depende orgánicamente del Ministerio de Hacienda de Suecia. Su Consejo de dirección está formado por 8 miembros nombrados por el gobierno. Entre ellos, el responsable máximo o director general. Erik Thedéen fue designado director general en octubre de 2015.

### Directores generales
- 15 de enero de 2009 - octubre de 2015: Martin Andersson
- Junio de 2008 – 14 de enero de 2009: Eric Saers (director general interino)
- 2003 – mayo de 2008: Ingrid Bonde
- 1993-2002: Claes Norgren
- 1991-1993: Anders Sahlén